# Зигмунд I фон Папенхайм
Зигмунд I фон Папенхайм (на немски: Sigmund (I) von Pappenheim; * 1434, Папенхайм; † 1496) е наследствен маршал на Папенхайм в Бавария, основава линията Алесхайм в Бавария.

## Биография
Той е най-малкият син на Хаупт II фон Папенхайм († 1438) и втората му съпруга Барбара фон Рехберг († 1460), дъщеря на Файт I фон Рехберг, господар на Хоенрехберг, Щауфенек, Бабенхаузен († 1416), и Ирмела (Ирмгард) фон Тек († 1422), дъщеря на херцог Фридрих III фон Тек († 1390) и графиня Анна фон Хелфенщайн († 1392). Брат е на Бернхард, домхер в Айхщет, Рудолф, пфлегер цу Донаувьорт, и Георг I († 1485), основател на линията Тройхтлинген. Полубрат е на Конрад II/III († 1482), основател на линията Грефентал, и Хайнрих († 1482/1484), основател на линията Папенхайм в Алгой и Щюлинген.
Зигмунд фон Папенхайм участва през 1474 и 1475 г. като полковник-фелд-маршал на служба при император Фридрих III във войната против херцог Шарл Дръзки и обсажда Нойс. След смъртта на брат му Георг I фон Папенхайм през 1485 г. той управлява сениората до смъртта си през 1496 г.
Зигмунд фон Папенхайм има церемониална маршал-служба при избора на Максимилиан I за римски крал през 1486 г. След три години, 1489, по нареждане на императора, той действа между херцог Албрехт IV от Бавария и Швабския съюз. По заповед на императора Зигмунд фон Папенхайм участва през 1492 г. във военния поход против Шарл VIII от Франция, понеже той е пленил херцогинята на Бретания, която е обещана на Максимилиан I.

## Фамилия
Зигмунд I фон Папенхайм се жени за Магдалена фон Шаумберг от Тюрингия. Те имат три деца:
- Хелена фон Папенхайм († 24 февруари 1512), омъжена за Ханс Георг фон Абсберг († 1525)
- Зигмунд II фон Папенхайм († 1536), женен за К. фон Волкерсдорф, родена Боашер фон Льовенщайн, II. за Урсула фон Фраунберг
- Маргарета фон Папенхайм († 1500), абатиса на манастир Зелигенпортен